# Isoetes novo-granadensis
Isoetes novo-granadensis là một loài dương xỉ trong họ Isoetaceae. Loài này được H.P. Fuchs mô tả khoa học đầu tiên năm 1969.